# Вчелька (водоспад)
Вче́лька — рукотворний водоспад в Україні, в Житомирському районі Житомирської області.
Висота водоспаду — 10 м, ширина — 40 м. Водоспад є каскадом з трьох скельних уступів загальною довжиною 60—80 м. Біля водоспаду височать прямовисні скелі заввишки 6—10 м. Вище за течією розташована скеля заввишки до 30 м, знана як скеля Крашевського.
Кристалічні породи представлені мігматитами та гнейсами палеопротерозою.

## Розташування
Розташований на річці Гнилоп'ять в урочищі Шумське, що між селами Сінгури, Головенка та Перлявка (на південний захід від Житомира).
Під'їзд до водоспаду: автомобільною насипною дорогою від села Сінгури — 8 км, від села Перлявка — 4 км. Розташований на території Житомирського військового полігону.

## Назва
Назва водоспаду походить від місцевості — хутора Вчелька, що належав житомирському лікарю та меценату Францу Вчельці. Станом на 1906 рік на хуторі налічувалось 43 двори, проживало 232 жителі.

## Походження штучного водоспаду
На початку 1950-х років хуторян переселили у район сучасної Мальованки, а на території села Шумськ і прилеглих хуторах Дерман, Дзюба, Вила, Вчелька, Лемешівка, Коротинка, Мостова, Верхні та Нижні Пейсахи, Сліпчинці, Хатки, Кріуха виник Житомирський загальновійськовий полігон. Для забезпечення водою та для створення танкових перешкод солдати під керівництвом командувача полігону генерал-майора Гаркуші гранітними брилами перегатили річку Гнилоп'ять. Так виник водоспад і водосховище, так зване «Гаркушине озеро».

## Світлини

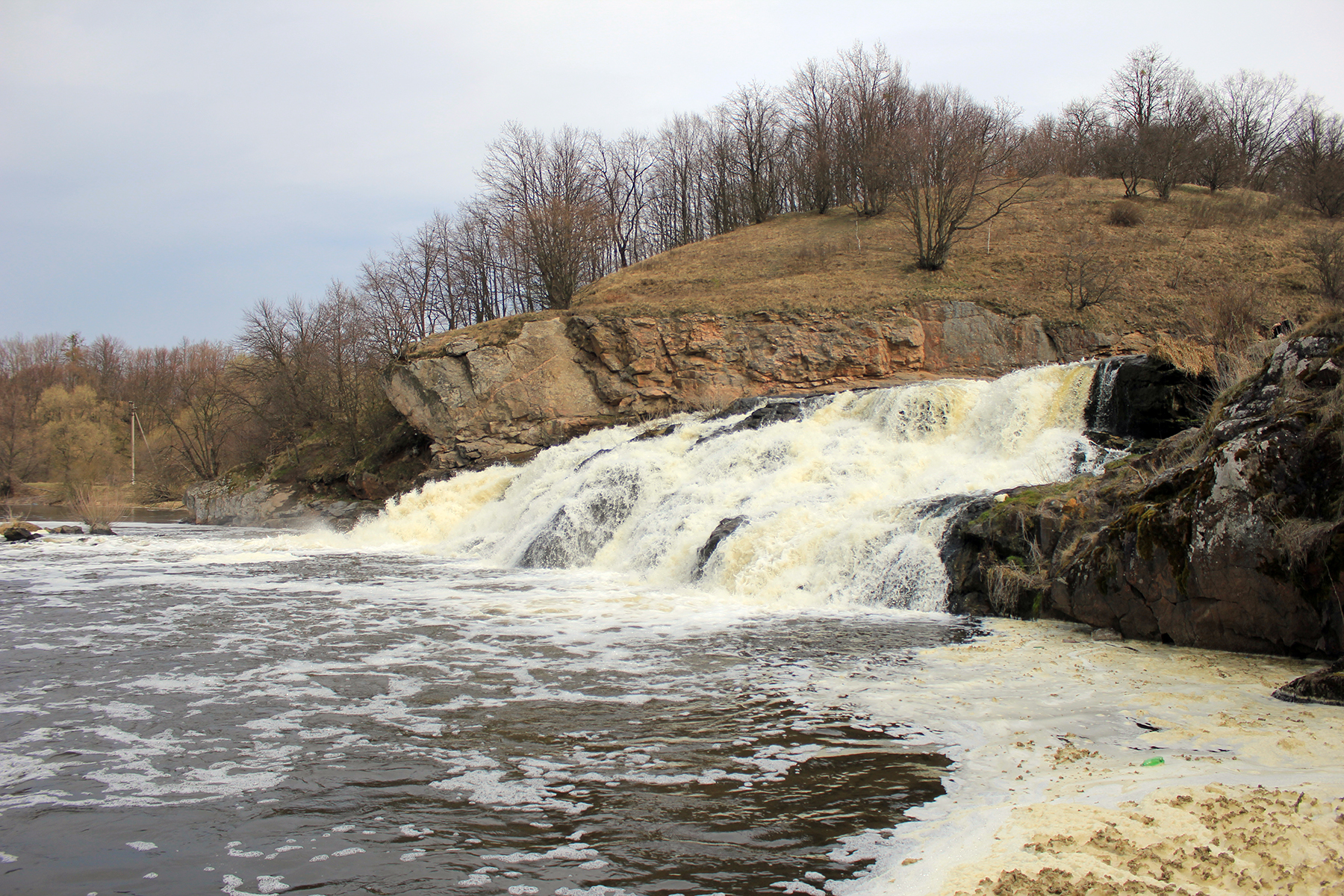
Вчелька і скеля Крашевського
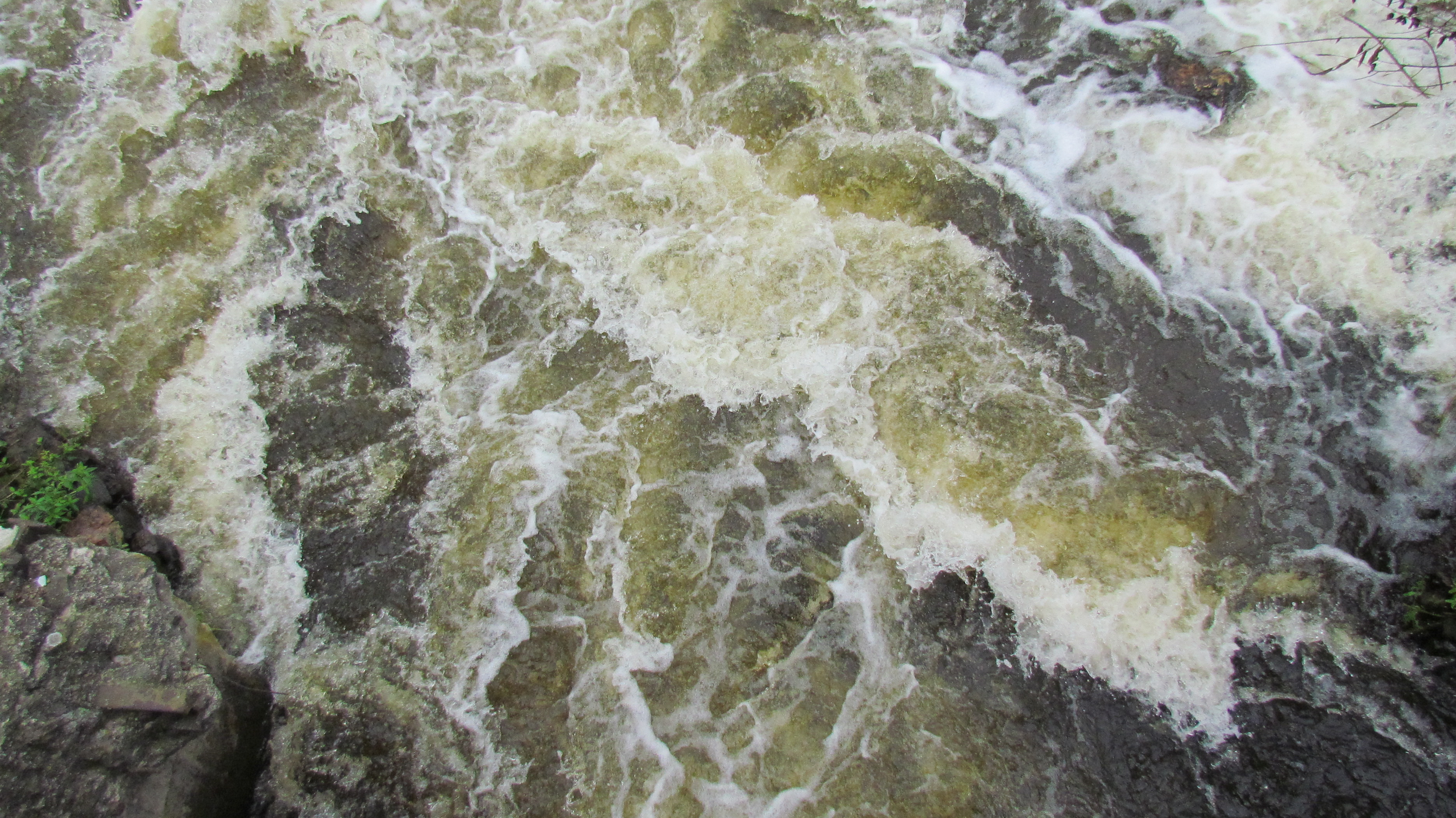